# Питлівий (фрегат)
«Питлівий» (рос. Пытливый, «допитливий») — сторожовий корабель проекту 1135М був на озброєнні ВМФ СРСР і в даний час перебуває на озброєнні Чорноморського флоту Росії .
Входить до складу 30-ї дивізії надводних кораблів .

## Історія будування
Сторожовий корабель «Питлівий» був зарахований до списків кораблів 21 лютого 1979 року і 27 червня 1979 року закладено на стапелі ССЗ «Янтар» в Калінінграді (заводський номер № 169). Спущений на воду 16 квітня 1981 року, став до ладу 30 листопада 1981 року і 9 лютого 1982 року включений до складу Чорноморського флоту.
Станом на грудень 2014 року проходив ремонт у Севастополі. Почав проходити ходові випробування, заплановані у вересні 2014 року.

## Служба
- 30 травня — 3 червня 1988 року відвідав порт Алжир;
- 22 січня — 26 січня 1990 року — Пірей (Греція).
- 2 грудня 1989 року брав участь у забезпеченні на рейді Ла-Валетта (о. Мальта) робочої зустрічі Генерального секретаря ЦК КПРС М. С. Горбачова з президентом США Дж. Бушем-старшим.
- з 9 липня 1993 по 1996 рік на Прибалтійському ССЗ «Янтар» пройшов капітальний ремонт.
- 28 липня 1996 року брав участь у міжнародному морському параді в С.-Петербурзі, присвяченому 300-річчю Російського флоту.
- Станом на 11 лютого 2015 року завершено відновлення технічної готовності.
- За станом на 31 березня 2015 року готувався на бойову службу в Середземне море[3].
- 18 травня 2015 року вийшов із Севастополя в напрямку Середземного моря, де увійшов до складу постійної угруповання кораблів ВМФ Росії в Середземному морі, де на основі ротації замінив сторожовий корабель «Ладний»[4][5].
- 25 травня 2016 року вийшов із Севастополя і взяв курс на Середземному морі, де в рамках планової ротації сил екіпажу належало виконання завдань у складі постійного оперативного з'єднання ВМФ Росії в цьому регіоні.[6].
- 5 серпня 2016 року вийшов із Севастополя і взяв курс на Середземному морі, де в рамках планової ротації сил екіпажу належало виконання завдань у складі постійного оперативного з'єднання ВМФ Росії в цьому регіоні.[7]. 28 листопада 2016 року повернувся в Севастополь з далекого походу.[8]
- 22 липня 2017 року після планового відновлення технічної готовності приступив до виконання завдань у складі постійного з'єднання ВМФ Росії в Середземному морі[9].
- 30 липня 2017 року взяв участь у військово-морському параді Постійного оперативного з'єднання ВМФ Росії в Середземному морі на базі ВМФ Росії в сирійському Тартусі[10].
- 3 серпня 2017 року за повідомленням прес-служби Південного військового округу РФ, сторожовий корабель «Допитливий» успішно завершив виконання завдань у складі постійного з'єднання ВМФ Росії в Середземному морі і почав перехід до місця постійної дислокації. Повернувся в Севастополь 4 серпня 2017 року.[11]
- 31 серпня 2017 року в рамках відпрацювання курсової задачі К-2 (дії одиночного корабля у морі за призначенням) виконав ракетні та артилерійські стрільби, а також ряд інших вправ.[12]
- 6 вересня 2017 року взяв участь у планових командно-штабних навчаннях (*) проводилися в полігонах бойової підготовки флоту на Чорному морі.[13]
- 13 вересня 2017 року увійшов до складу Постійного оперативного з'єднання ВМФ Росії в Середземному морі[14].
- 14 лютого 2018 року в Севастополі на кораблі пройшло заняття з відпрацювання елементів курсової задачі К-1, в рамках якої екіпаж провів заходи з приготування корабля до бою та походу[15].
- 14 березня 2018 року пройшов через протоки Босфор і Дарданелли, увійшовши в акваторію Середземного моря для входження до складу Постійного оперативного з'єднання ВМФ Росії в Середземному морі[16]. 2 квітня завершив виконання завдань у складі з'єднання і взяв курс на Севастополь[17].
- 21 квітня 2018 року увійшов в акваторію Середземного моря. 31 травня 2018 року завершив виконання завдань у складі постійної угруповання Військово-морського флоту в Середземному море і взяв курс на Севастополь[18].